# Poppe Folkerts

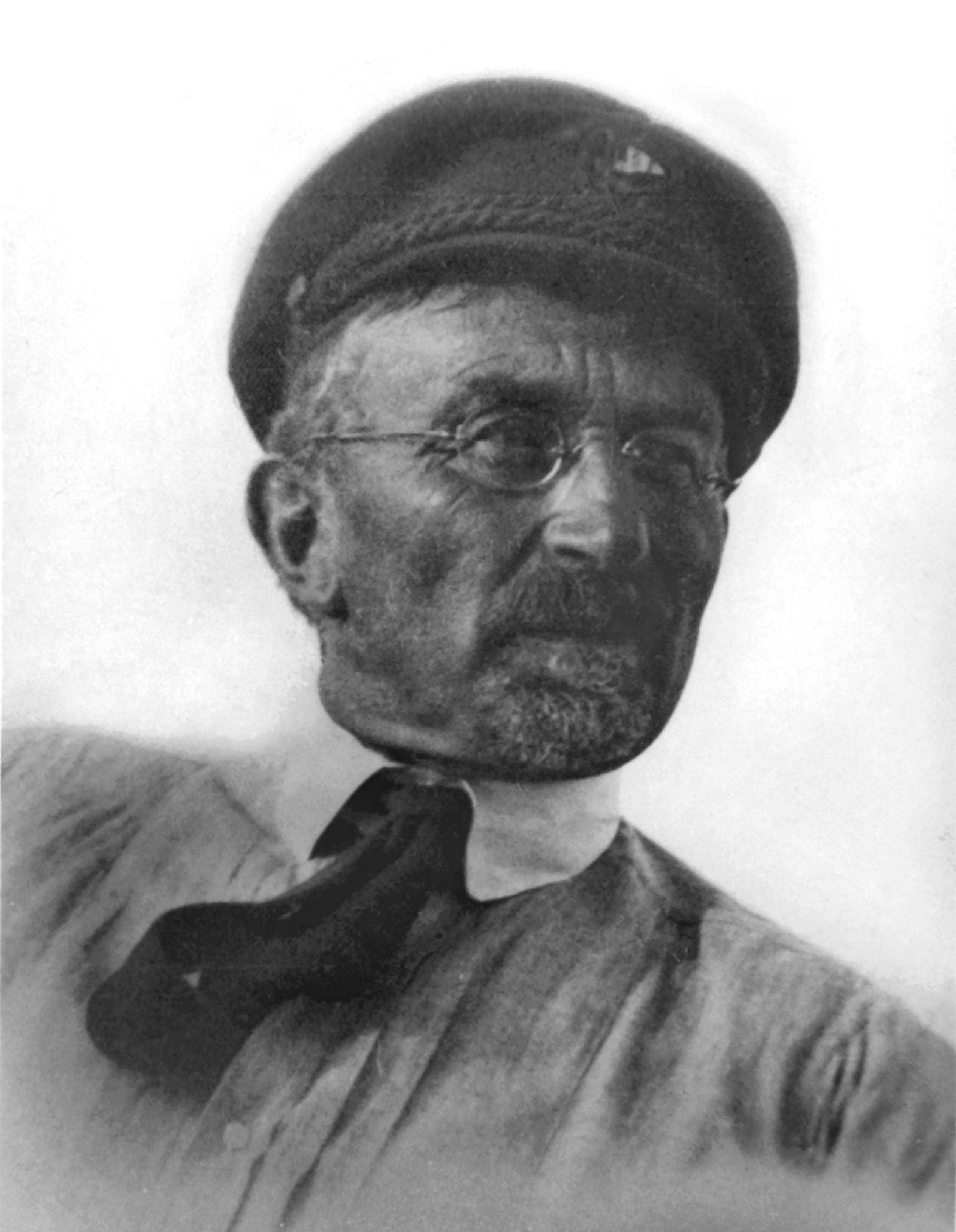
Poppe Folkerts in den 1930ern

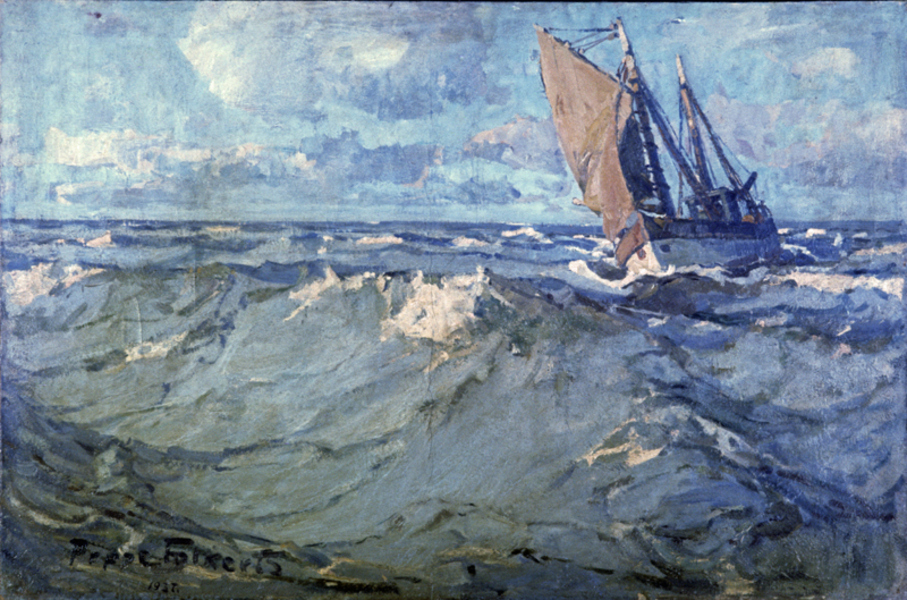
Emder Segelloger in stürmischer Nordsee (1934)

Poppe Folkerts (* 9. April 1875 auf Norderney; † 31. Dezember 1949 ebenda) war einer der bedeutendsten deutschen Marinemaler, Zeichner und Grafiker.

## Leben
Poppe Folkerts wurde am 9. April 1875 als zweitältestes von sechs Kindern des Baumeisters Folkert Janssen Folkerts (1848–1890) und seiner Frau Johanna Reemdina Meyer (1851–1889) auf der ostfriesischen Insel Norderney geboren. Mütterlicherseits war er mit dem ostfriesischen Maler Willy ter Hell verwandt, mit dem er zeitlebens freundschaftlich verbunden war.
Nachdem seine Eltern innerhalb kurzer Zeit verstorben waren, begann Folkerts, gerade 14-jährig, eine dreijährige Lehrzeit im Maler- und Glaserhandwerk, nach deren Ende er sich 1894 rheinaufwärts als Geselle auf Wanderschaft begab, die ihn nach Köln und Frankfurt am Main sowie später nach Hamburg und Berlin führte, wo er in den großen Gemäldegalerien sein Interesse und seine Begeisterung für die Kunstmalerei entdeckte. Poppe Folkerts war mit dem Bildhauer Wilhelm Krieger und dem Flugzeugpionier und Maler Wilhelm Focke befreundet.
1896 stellte sich Folkerts bei Carl Saltzmann an der Berliner Akademie der Künste vor und wurde auf dessen Empfehlung im Privatatelier von Hermann Eschke in Berlin aufgenommen. Er erhielt ein Stipendium an der Berliner Akademie und war bis 1900 Schüler bei Carl Saltzmann, 1902 bis 1903 bei Friedrich Kallmorgen und schließlich 1903 Meisterschüler bei Ludwig Dettmann in Königsberg.
Die Empfehlungen seiner Lehrmeister und insbesondere Anton von Werners, des Direktors der Königlichen Hochschule der bildenden Künste mit persönlicher Genehmigung des Kaisers Wilhelm II, ermöglichten ihm in den Jahren 1900 bis 1903 Studienfahrten an Bord kaiserlicher Marineschiffe zu unternehmen, auf denen er Nord- und Ostsee, die europäische Atlantikküste und das Mittelmeer bis nach Istanbul und Jerusalem bereiste. Dabei erteilte er auf Wunsch des Kaisers seinem Sohn Prinz Adalbert von Preußen Zeichenunterricht. Zwischendurch lebte Folkerts für einige Monate in Italien auf Capri.
1906 siedelte er nach Kiel über, wurde Mitglied des Kieler Kunstvereins und der Schleswig-holsteinischen Kunstgenossenschaft und stellte noch im selben Jahr im Rahmen der Künstlergruppe „Schleswig-Holstein“ gemeinsam mit anderen Malern wie Emil Nolde, Hans Arp und Hans Peter Feddersen in der Kieler Kunsthalle aus.
1907 und 1908 studierte er in Düsseldorf bei Eduard von Gebhardt Figuren- und Porträtmalerei und ging 1909 nach Paris, wo er an der Académie Julian aufgenommen wurde. Hier studierte er die großen Impressionisten Édouard Manet, Claude Monet, Jean-Baptiste Camille Corot und Jean-François Millet.
1910 kehrte Poppe Folkerts wieder in seine ostfriesische Heimat zurück und wurde auf Norderney sesshaft. Dort plante und erbaute er 1911 am Südwesthörn ein Turm-Atelier, den sogenannten „Malerturm“, Viele Male bereiste er mit seinem Segelboot Senta die Küste, das Wattenmeer mit den Inseln und die See, um seine Eindrücke in Naturstudien festzuhalten.
Der Erste Weltkrieg führte ihn als Kriegsmaler an die Westfront in Frankreich und Flandern und seine festgehaltenen Eindrücke dienten als Illustrationen für die Leipziger Illustrirte Zeitung.
1917 heiratete Poppe Folkerts auf der Insel Juist die Kapitänstochter Frida Wilken (1893–1982) aus dem ostfriesischen Küstensielort Westeraccumersiel. Aus der Ehe gingen vier Kinder hervor: 1919 Hanna († 2005); sie war mit dem Gartenarchitekten Friedrich Schaub verheiratet, die Malerin und Porträtistin Frauke Moroni-Folkerts (3. März 1921 – 14. März 2006) und Almut (23. April 1927 – 17. März 2022). 1930 wurde als jüngstes Kind der Sohn Heiko Folkerts (13. Februar 1930 – 7. November 2007) im Malerturm geboren; er war Architekt, Maler und Hochschullehrer der Technischen Universität München und gilt als Pionier des ökologischen Bauens in Europa.
Als freier Maler arbeitete Poppe Folkerts fortan auf Norderney. Er tauschte sich mit anderen ostfriesischen Künstlern, wie seinen Freunden, den Dichtern Arend Dreesen und Berend de Vries, aus und unternahm in den 1920er und 1930er Jahren mit seiner Familie auf seinem Segelboot Reisen durch Friesland, Holland und Belgien bis nach Frankreich, die ihn zu zahlreichen Werken inspirierten. Folkerts gestaltete auch für den bedeutenden Reformpädagogen Martin Luserke (Schule am Meer) das Titelbild der Novelle Die Fahrt nach Letztesand, die in Luserkes schwimmender Dichterwerkstatt Krake entstanden ist, mit der er als freier Schriftsteller durch Nord- und Ostsee segelte.
Nach dem Ersten Weltkrieg entwarf er sechs Motive für das Notgeld seiner Heimatinsel Norderney. Eines davon, das Kap von Norderney, wählte die Stadt Norderney zu ihrem Wappen, zu dem er dann die schwarz-blau-weiße Stadtflagge entwarf.
1925 initiierte er die Gründung des Norderneyer Seglervereins, dessen erster Vorsitzender er wurde.
Zu Beginn des Zweiten Weltkrieges wurde sein „Malerturm“ durch die Wehrmacht beschlagnahmt und aus Kriegsgründen im Dezember 1940 abgerissen, so dass er und seine Familie gezwungen waren, umzuziehen und erst 1949 wieder in das stark beschädigte Gebäude, von dem nur noch das Untergeschoss stand, zurückkehren konnten.
1943 wurde Poppe Folkerts als Mitglied in das ostfriesische Kulturparlament, die Ostfriesische Landschaft, berufen.

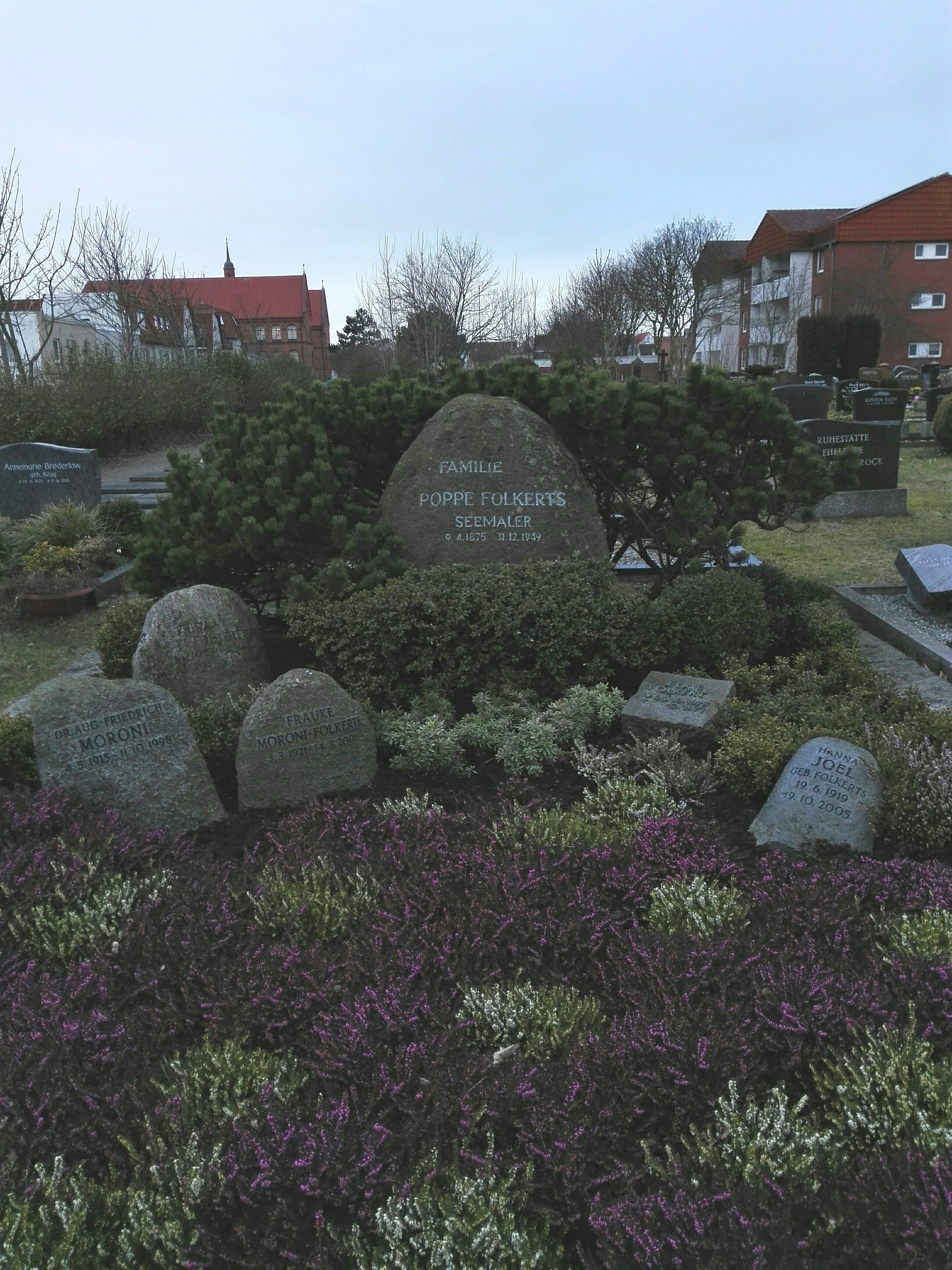
Gedenkgrabstein Poppe Folkerts’ auf dem Norderneyer Inselfriedhof

Er verstarb Silvester 1949 in seinem Haus auf Norderney. Am 4. Januar 1950 fand seine Seebestattung unter großer Anteilnahme der Norderneyer Bevölkerung statt, ein Gedenkgrabstein befindet sich am Familiengrab auf dem Norderneyer Inselfriedhof. Zum 60. Todestag stellte das Ostfriesische Landesmuseum in Emden in einer Retrospektive einige Werke Folkerts aus. Am 9. August 2013 veröffentlichte Karl Welbers eine umfangreiche Biographie über Poppe Folkerts mit dem Titel "Poppe Folkerts: Leben und Wirken des Norderneyer Seemalers". Auf der Homepage der Poppe-Folkerts-Stiftung ist ebenfalls eine umfangreiche Biographie über Poppe Folkerts enthalten.

## Künstlerisches Werk
Poppe Folkerts gilt als einer der bedeutendsten Maler der friesischen Küste.
Als ein begeisterter Segler verstand er es, das Charakteristische dieser Landschaft, den Kampf der Menschen mit den Naturgewalten und die Faszination des Meeres mit seinen sich ständig wechselnden Wetterlagen und Stimmungen in einer einzigartigen Lebendigkeit und Intensität festzuhalten. Sein pastoser Farbauftrag, die besondere Lichtsetzung und die klaren Farben erzeugen eine den Bildern innewohnende räumliche Tiefe und Strahlungskraft.
Wie sich Meer, Licht und Stimmungen der Nordsee von denen des Mittelmeers unterscheiden, zeigen zahlreiche Gemälde, die Poppe Folkerts während seiner Studienreisen mit kaiserlichen Segelschulschiffen entlang der Mittelmeerküste und späterer Aufenthalte an der Riviera malte.
Poppe Folkerts Werk umfasst mehr als 1000 Ölgemälde, außerdem zahlreiche Temperas, Aquarelle, Zeichnungen, Lithographien und Radierungen.

## Nachlass
Der Nachlass von Poppe Folkerts mit über 500 Werken wurde von seinen Nachkommen sorgfältig bewahrt und gepflegt.
Im Jahre 2004 wurde daraus eine gemeinnützige Stiftung gegründet.
Die Aufgabe der rechtsfähigen Poppe-Folkerts-Stiftung ist es, das umfassend erhaltene künstlerische Werk des Malers zu erhalten, in seiner ganzen Vielfalt der Allgemeinheit zugänglich zu machen sowie es herauszustellen und wissenschaftlich zu bearbeiten.
An der Wohn- und Wirkungsstätte von Poppe Folkerts, dem Weststrand von Norderney, soll dazu sein im Dezember 1940 durch die Wehrmacht abgebrochenes „Malerturm-Atelier“ als Poppe-Folkerts-Museum wiedererstehen.
Anlässlich seines 150. Geburtstages widmet das Museum Nordseeheilbad Norderney dem Künstler bis zum 15. März 2026 eine umfassende Retrospektive.